# Hét (naptár)

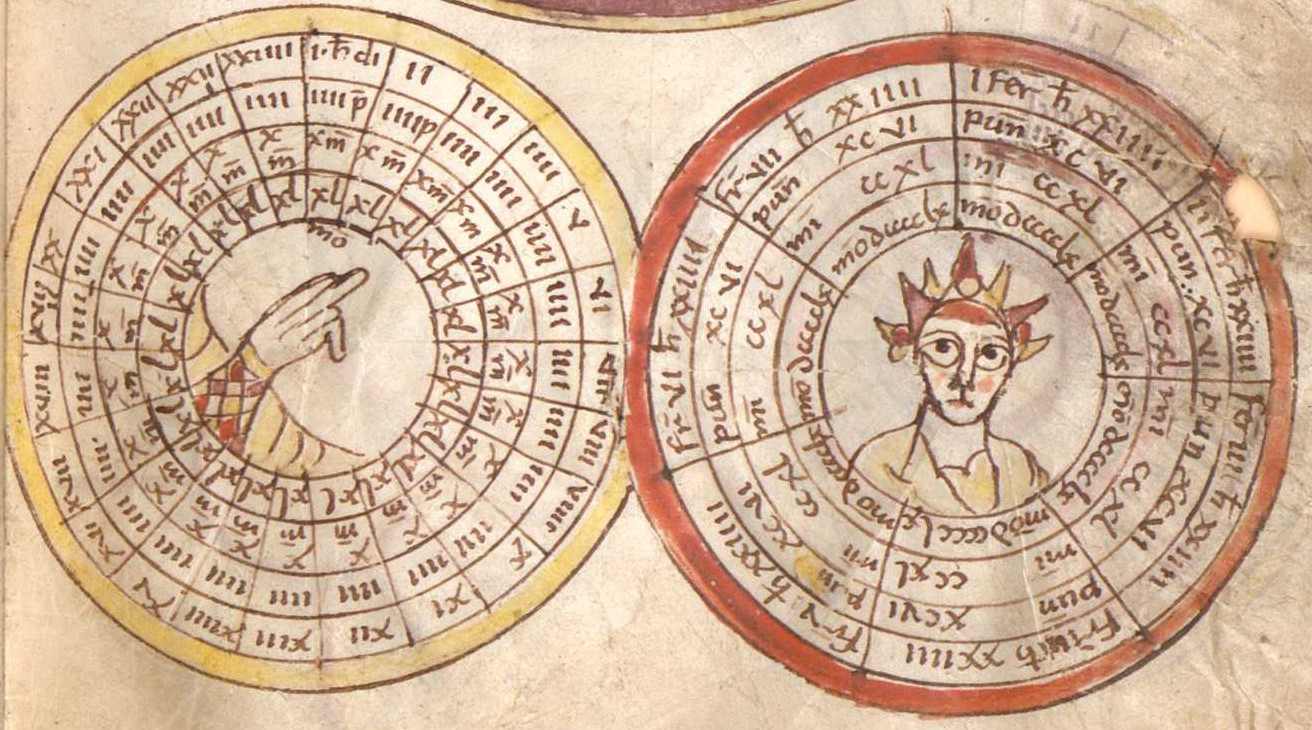
Két kördiagram, amely a nap és a hét felosztását mutatja. A Szent Emmeram apátság egyik karoling kéziratából (Clm 14456 fol. 71r)

A hét a mesterségesen szerkesztett, a Nap és a Hold járásától független időegységek közül a legfontosabb. Az égitestek mozgásától való függetlenségét mi sem bizonyítja jobban, mint az, hogy egyetlen naptári rendszerben sem látták szükségesnek az éveket és a hónapokat egyeztetni a hetekkel. A hetek megszakítás nélkül követik egymást, keresztezik a hónapok és évek határait, ezért a hét minden napjával kezdődhetnek hónapok illetve évek. Ezen kívül a szökőévekben február 29. is a hét rendszerének része. A hét – mint ahogyan a neve is mutatja – 7 napból áll.

## A hét kialakulása
A hét kialakulásának is megvannak az előzményei. A holdfázisok közül az újhold és a telihold mellett jól megfigyelhető és időben rögzíthető az első és utolsó negyed is. Így lehetőség nyílt a holdhónap kettő, illetve négy részre osztására. Egy-egy ilyen szakasz 29,5:4, azaz kb. 7 napra tehető, megvolt az alapja egy hét napból álló időegység kialakításának. Babilóniában valóban megfigyelték és nyilvántartották az újhold (arhu) mellett a holdtölte napját (umu sappattu), és megvolt a mágikus jelentősége minden hónap hetedik napjának is (szibutu), amelyen semmilyen új munkába nem volt szabad belefogni. Ez a hetes szám vallási és naptári jelentőségét igazolja, de egy folyamatos hétnapos ciklus feltételezésére nem szolgáltatnak alapot.
A héthez hasonló időegységek ismeretesek egyes kereskedő népeknél is; náluk gyakori a 7-8 napból álló periódus, melynek meghatározott napján, a vásárnapon a szomszédos települések lakói áruik cseréjére gyűlnek össze. Mezopotámia legrégebbi lakóinak ötnapos vásárhete volt. Az ókori Egyiptom naptárrendszerében tíznapos szakaszok, ún. dekádok szerepeltek. Történetileg jelentőssé vált a rómaiak nyolcnapos vásárhete, a nundinae („kilenc nap”, a két határnap beszámításával), amelynek utolsó, nyolcadik napját jogszolgáltatásra, közérdekű közlések tételére, hirdetmények kifüggesztésére is felhasználták. Minden év első napja egy nundinae első napja is volt, az év utolsó nundinae periódus pedig csonka maradt.
A nálunk használatos hét a zsidó vallásból öröklődött. Az ismert teremtéstörténet szerint az Úr hat nap alatt teremtette a világot, a hetedik napon pedig megpihent (sabbath héberül annyit tesz: pihenni), ezért e napot megszentelte és pihenőnapnak rendelte az emberek számára. Ez a hetednapos ünnep elszakadt a Hold járásától, megszakítatlan sorozatban következett egymásra. Azt sajnos nem tudni, van-e kapcsolat a babiloni szibutu, umu sappattu napok és az ószövetségi sabbat között. Azt azonban a bibliakutatás valószínűsítette, hogy a teremtéstörténet hét napos tagolása az Egyiptomból való kivándorlást követően a babiloni periódus elfogadását célozta.
A babilóniai asztrológusok úgy hitték, hogy a hét égitest – Hold, Merkúr, Vénusz, Nap, Mars, Jupiter, Szaturnusz (az ókorban az Uránuszt, a Neptunuszt és a Plútót még nem ismerték) –, amelyekről azt tartották, a mozdulatlanul álló Föld körül keringenek (geocentrikus világkép), isteni lények, akik befolyásolják a földi eseményeket. Ez a hit kombinálódott a napok számításának már létező rendszerével – a számok egybeesése nyilván elősegítette ezt –, és feltételezték, hogy keringése közben mindegyik bolygó valamelyik nap első órájának a „kormányzója”, és ennélfogva az adott napnak is neki kell adni a nevét.
A Közel-Kelet országai Nagy Sándor hódításainak eredményeként közvetlen kapcsolatba kerültek a Nyugattal, s a keleti hiedelmek és babonás elképzelések elkezdtek átszivárogni a Mediterráneum nyugati partjaira. Ennek eredményeként a babiloni hét ismertté vált Görögországban és Itáliában, de ennek használata kezdetben valószínűleg csak az asztrológia híveinek körére korlátozódott. Az egyetlen változás az volt, hogy a babiloni istenek és istennők nevét a megfelelő helyi istenekével helyettesítették. Ez a rendszer fokozatosan egyre népszerűbbé vált, s Nagy Konstantin 321-ben hivatalosan is a naptár alapjává tette.

## Érdekesség
A hét égitestek mozgásától való függetlenségét az is bizonyítja, hogy, amikor a Gergely-naptár 1582-ben életbe lépett, az utolsó Julián naptár szerinti dátum, október 4. csütörtök volt, míg az azt közvetlenül követő 15-e péntek. Így a hét annak ellenére is megszakítás nélkül folytatódott, hogy új naptárrendszert vezettek be.

## A hét napjai
- Hétfő
- Kedd
- Szerda
- Csütörtök
- Péntek
- Szombat
- Vasárnap